# John Aloysius Costello
John Aloysius Costello (in irlandese Seán Alabhaois Mac Coisdealbha; Dublino, 20 giugno 1891 – Dublino, 5 gennaio 1976) è stato un avvocato e politico irlandese.

## Biografia
Noto statista, aderì al Sinn Féin (Movimento Nazionalista Irlandese) optando per l'ala moderata, e fu procuratore generale (1926-32) dell'Irish Free State (Libero Stato Irlandese) fino a quando De Valera conquistò il potere. Alla caduta del governo De Valera (1948), divenne primo ministro in un gabinetto di coalizione e sotto la sua amministrazione (1948-51) fu varata la nuova Repubblica d'Irlanda, Eire (1949). Ancora capo del governo (1954-57) fu sostituito da De Valera (1957) e passò a condurre l'opposizione parlamentare fino al 1959, dimettendosi quando De Valera conquistò la presidenza della Repubblica.